# National Herbarium and Botanic Garden
Das National Herbarium and Botanic Garden (NHBG) ist eine zentrale biowissenschaftliche Einrichtung von Simbabwe. Ihr Standort und Sitz befindet sich in der Hauptstadt Harare. Sie untersteht dem Landwirtschaftsministerium – Ministry of Agriculture, Mechanisation and Irrigation Development.

## Beschreibung
Der botanische Garten befindet sich etwa 4 Kilometer nördlich des Stadtzentrums von Harare im Stadtteil Alexandra Park an der Fifth Street Extension, wo die Downie Avenue einmündet. Er umfasst ein etwa 60 Hektar großes Gelände in weitgehend naturbelassener Situation. Nebenan liegen Forschungseinrichtungen des Department of Research and Specialist Services.
Zum botanischen Garten gehört das auswärtig gelegene und 48 Hektar große Mazowe Botanic Reserve bei Mazowe, in dem natürlicher Miombo-Wald und eine spezifische Ufervegetation am Mazowe River in der Landschaft des Granit-Kuppenlandes konserviert werden.
Im Gelände befinden sich über 900 Arten einheimischer Gehölzpflanzen, die in sorgfältig abgegrenzten Gruppen gesetzt die verschiedenen Vegetationsregionen des Landes repräsentieren, das sind das Highveld, Lowveld und die Eastern Highlands. Es gibt hier auch Bäume aus anderen Weltregionen (Asien, Australien), in denen ähnliche Klimabedingungen wie in Simbabwe herrschen.
Das Nationale Herbarium umfasst über 500.000 getrocknete Herbarbelege mit mehr als 3000 Typusexemplaren und mindestens 214 endemische oder fast endemische Arten. Diese Sammlung wurde 1902 begonnen.

## Geschichte
Im Jahre 1959 startete ein öffentlicher Aufruf zur finanziellen Unterstützung, einen botanischen Garten in Salisbury (heute Harare) auf dem Areal des Alexandra Park mit einem neuen Herbariumsgebäude zu errichten. Die Idee zur Verknüpfung des Herbariums mit dem botanischen Garten geht auf den Mykologen John Collier Frederick Hopkins zurück, der dieses Anliegen im Mai 1945 mit einer Denkschrift zur Sprache brachte. Hopkins war zu dieser Zeit der Leiter der Zweigstelle Botany and Plant Pathology im Department of Agriculture von Südrhodesien (Colony of Southern Rhodesia). Am 22. März 1949 nahm der Gouverneur von Südrhodesien das Angebot der Stadt Salisbury an, das Areal von Alexandra Park für die Entwicklung eines botanischen Gartens in die staatliche Verantwortung zu übernehmen. Die Eröffnung fand mit einem festlichen Akt am 31. Oktober 1963 unter der Schirmherrschaft des Direktors von Kew Gardens Sir George Taylor statt.
Das Department of Research and Specialist Services (DR&SS) wurde 1948 gegründet. Im Laufe der Zeit haben sich folgende drei Hauptbereiche herausgebildet:
- Abteilung für Forschungsdienste (Division of Research Services) mit dem National Herbarium and Botanic Garden
- Abteilung für Kulturpflanzenforschung (Division of Crops Research)
- Abteilung für Viehzucht- und Weideforschung (Division of Livestock and Pastures Research).

## Periodika
- Kirkia: the journal of the botany of Zimbabwe / National Herbarium Salisbury, Rhodesia. ISSN 0451-9930 (Erscheinungsverlauf: seit 1960/61 / Vol. 1 bis 2017 / Vol. 19, Ausgabe 1)[5]
- The Compositae of the flora Zambesiaca area, Beilage zur Kirkia

Die Zeitschrift Kirkia ist zu Ehren des schottischen Arzt und Reisenden John Kirk benannt worden.